# Pellerins margarinfabrik

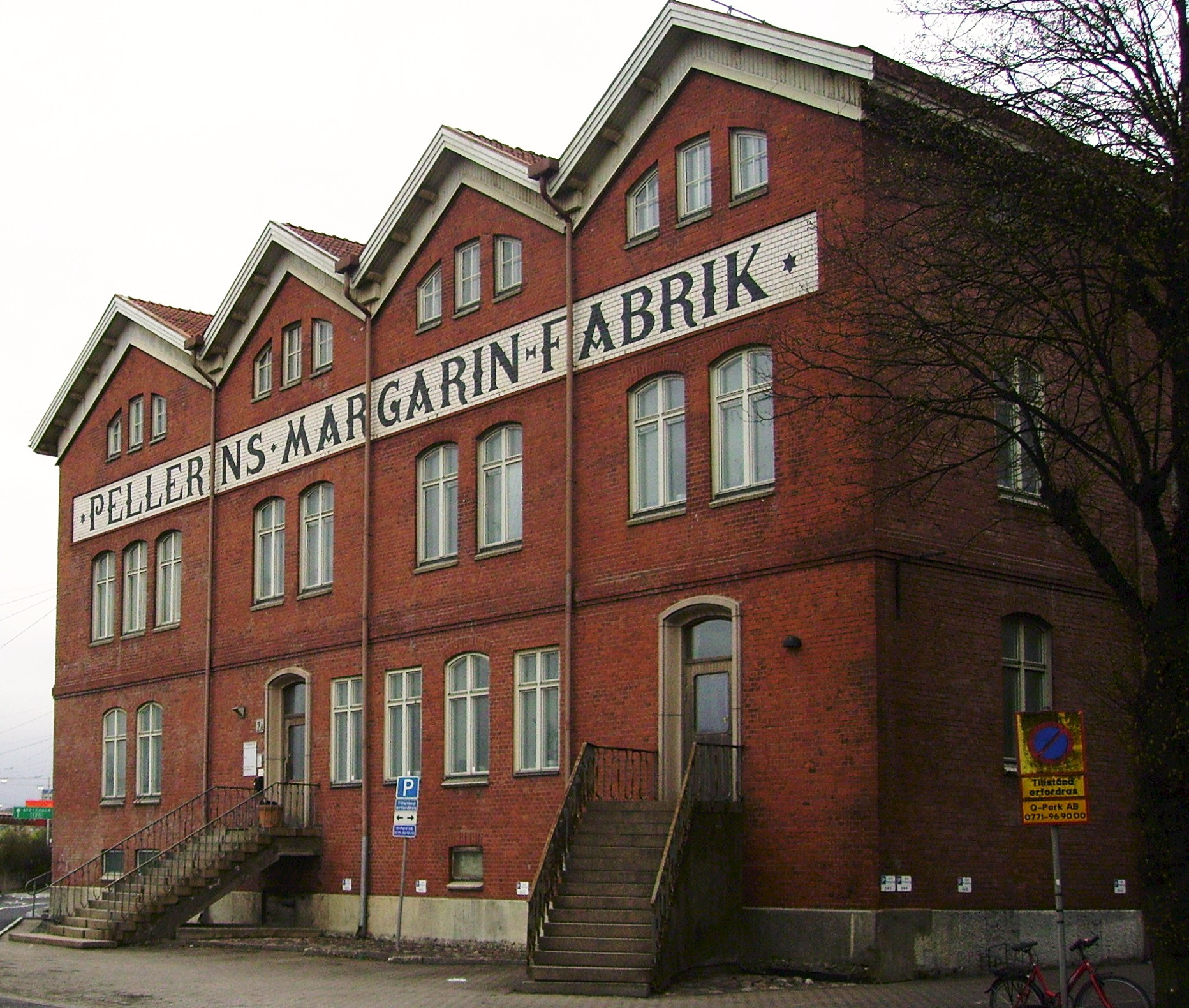
Pellerins margarinfabrik.

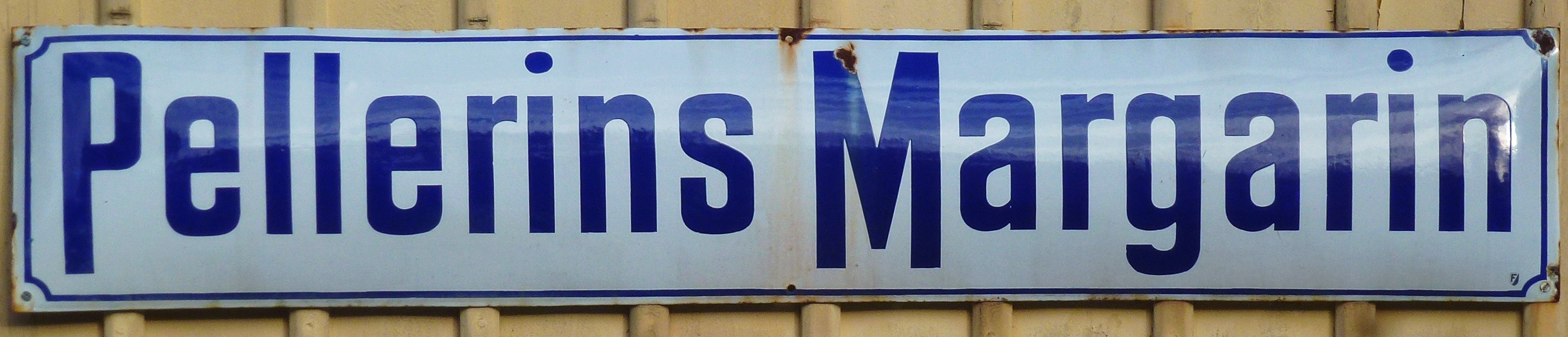
Emaljskylt på Torekällberget.

Reklamaffisch för margarinet.

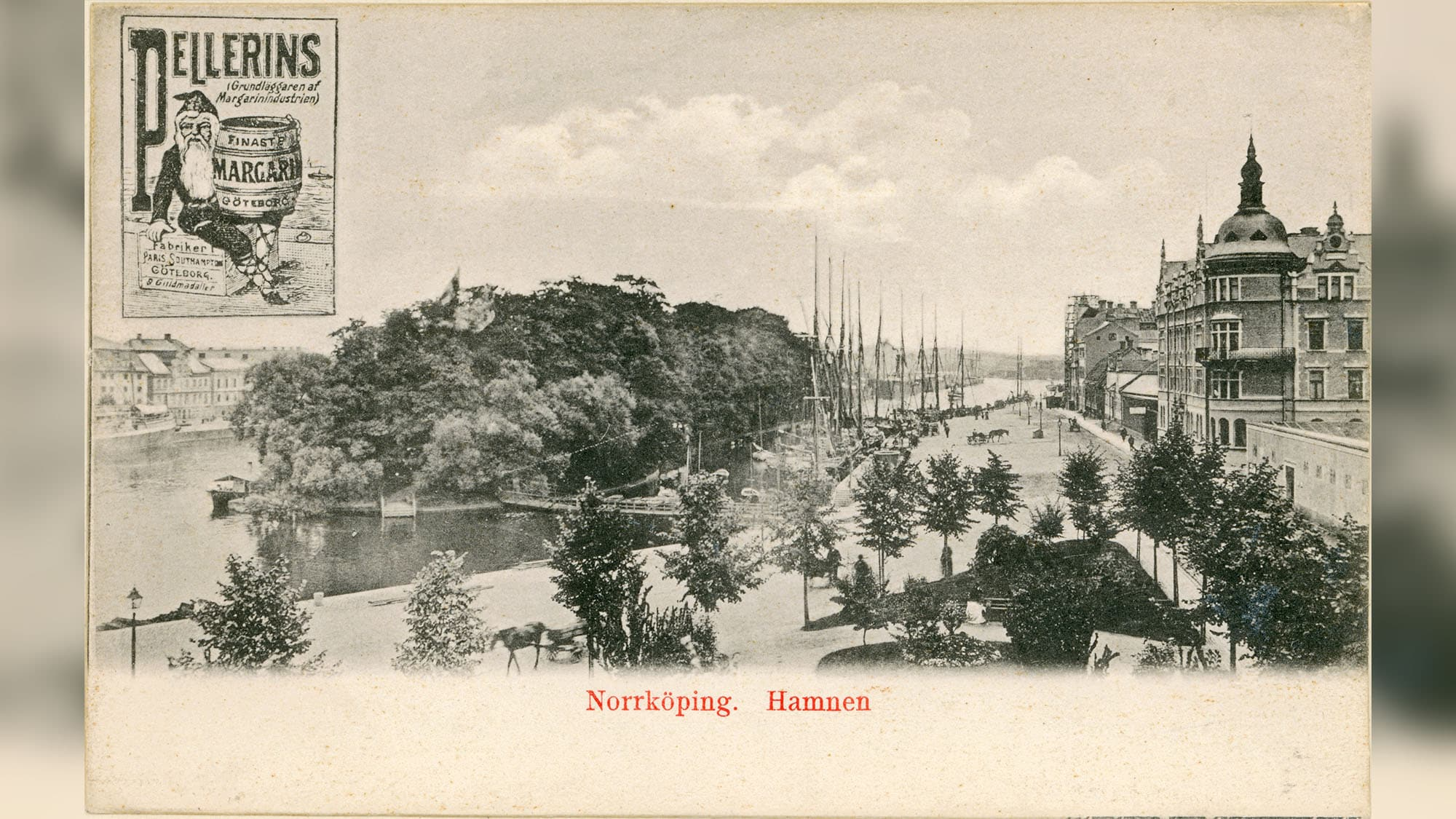
Reklam för Pellerin på vykort på Strömgatan och Strömsholmen i Norrköping, 1890-talet

Pellerins margarinfabrik var en fabriksanläggning som producerade margarin och smör, belägen mellan Svangatan och Ejdergatan i stadsdelen Olskroken i östra Göteborg.

## Verksamheten
Auguste Pellerin tjänade ihop en förmögenhet genom framställning av margarin. Till hans framgångsrika företag hörde fabriker i Frankrike, England, Tyskland, Danmark, Sverige och Norge.
Hösten 1894 startades Pellerins margarinfabrik vid Svangatan 2 i Olskroken i östra Göteborg av fransmannen Edmond Auguste Pellerin (uttalas [pelleréŋ]) som den tredje i Sverige. Den första margarinfabriken hade igångsatts 1881 i Helsingborg och 1887 startade Arboga Margarinfabrik. På våren 1896 kom produktionen igång på Pellerins margarinfabrik.
Pellerins blev snart den dominerande tillverkaren i landet, främst på grund av att fabrikschefen, disponent Olof Hagbom förstod att aktivt göra reklam för produkterna. Redan 1897 sysselsattes cirka 100 arbetare och antalet växte från 140 år 1914 till 180 år 1916. På grund av råvarubrist tvingades fabriken därefter stå still i två år, varefter Pellerin 1918 sålde fabriken för 6 miljoner francs. 
Den huvudsakliga produktionen var växtmargarin, men också kokossmör, konstister och smörblandat margarin. De viktigaste råvarorna var raffinerade vegetabiliska oljor och härdat animaliskt fett.
Produktionsvärdet, de första åren (i kronor):
- 1896 - 875 000
- 1897 - 2 000 000
- 1898 - 3 000 000
- 1899 - 3 700 000
- 1900 - 4 400 000
- 1901 - 5 700 000 (= cirka 43% av Sveriges samlade produktion)
- 1902 - 6 600 000

Edmond Auguste Pellerin hade den första "motorvagnen" (bilen) i trafik i Sverige. Den visade sig för första gången den 27 maj 1898 på gatorna i Göteborg, var fyrsitsig med massiva gummihjul och kunde framföras i en hastighet av 20 km/h. Ekipaget hade kostat 10 000 franc.

### Margarinbolaget
Pellerins margarinfabrik var med och bildade Margarinfabrikernas Försäljnings AB, senare under namnet Margarinbolaget AB, 1926 tillsammans med Arboga margarinfabrik, Mustad & Son i Mölndal, Agra i Stockholm, Svea i Kalmar, Vandenberghs i Sundbyberg och Zenith i Malmö.

### Nedläggning
Pellerins Margarinfabrik slogs samman med Margarinaktiebolaget Zenith i Malmö 1965 och det nya bolaget blev ett holdingbolag som senare bytte namn till AB Aritmos. 1968 upphörde produktionen i Olskroken och flyttades till Helsingborg.

## Byggnaden
Byggnaden ritades av arkitekt Carl Fahlström. Kvarters- och tomtbeteckningarna var 18:e roten, 14:e kvarteret, 11-13:e tomten, Svan- och Ejdergatorna.